# Grèges
Grèges est une commune française située dans le département de la Seine-Maritime en région Normandie.

## Géographie

### Localisation
Grèges est une commune normande située sur le plateau du Petit-Caux, séparée du littoral de la Manche par le territoire de Bracquemont, située à 4 km à vol d'oiseau à l'est de Dieppe et à 54 km au nord de Rouen.
La commune se trouve dans l'aire d'attraction de Dieppe et dans son  bassin de vie, ainsi que dans la zone d'emploi de Dieppe-Caux maritime.
Les communes limitrophes sont  Ancourt, Martin-Église et Petit-Caux.

### Géologie et relief
La superficie de la commune est de 3,13 km2 ; son altitude varie de 74  à   101 mètres.

### Hydrographie
La commune est située dans le bassin Seine-Normandie. Elle n'est drainée par aucun cours d'eau,.

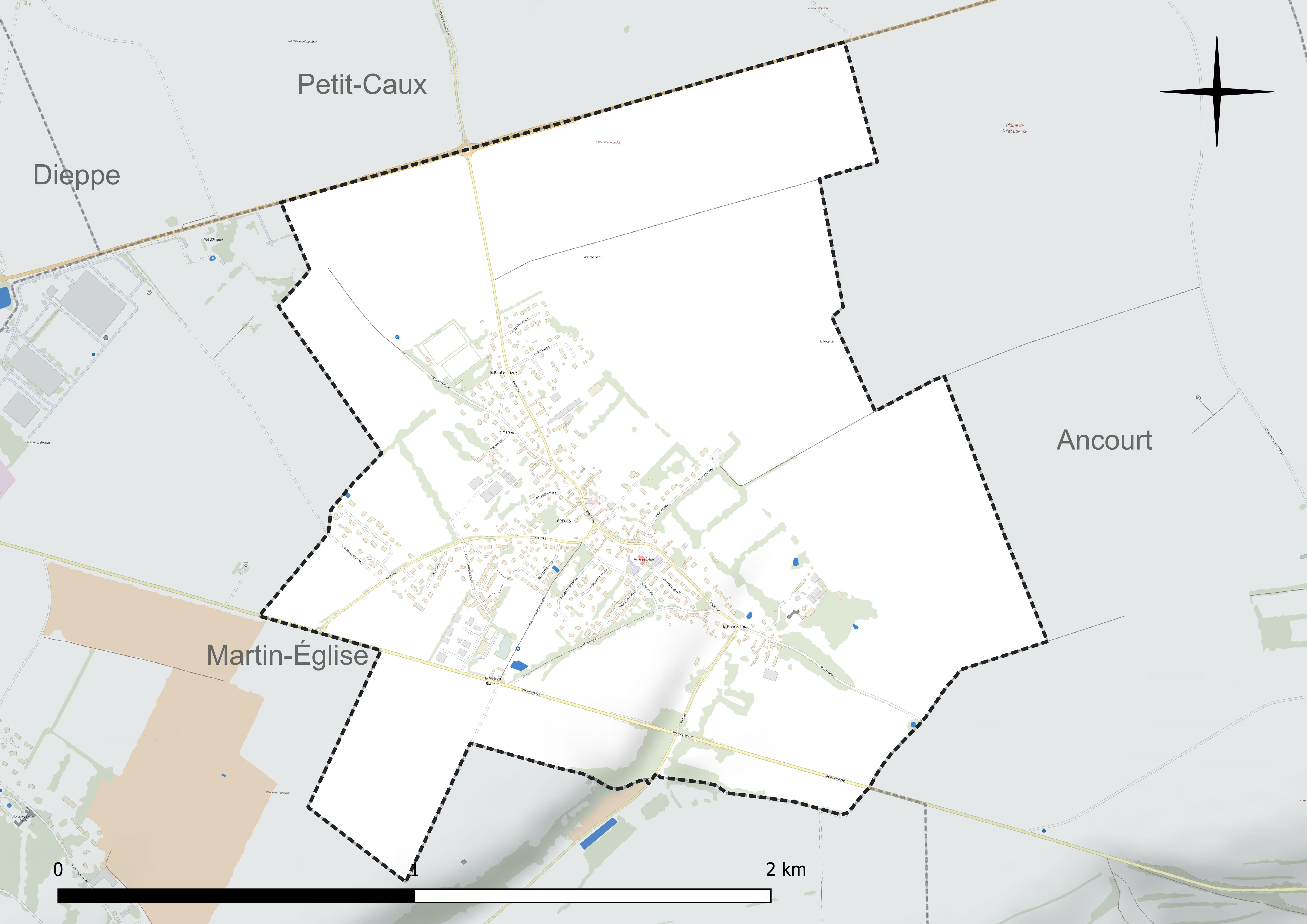
Réseau hydrographique de Grèges.

### Climat
Pour des articles plus généraux, voir Climat de la Normandie et Climat de la Seine-Maritime.
En 2010, le climat de la commune est de type climat océanique franc, selon une étude du CNRS s'appuyant sur une série de données couvrant la période 1971-2000. En 2020, Météo-France publie une typologie des climats de la France métropolitaine dans laquelle la commune est exposée à un climat océanique et est dans la région climatique Côtes de la Manche orientale, caractérisée par un faible ensoleillement (1 550 h/an) ; forte humidité de l’air (plus de 20 h/jour avec humidité relative > 80 % en hiver), vents forts fréquents. Parallèlement le GIEC normand, un groupe régional d’experts sur le climat, différencie quant à lui, dans une étude de 2020, trois grands types de climats pour la région Normandie, nuancés à une échelle plus fine par les facteurs géographiques locaux. La commune est, selon ce zonage, exposée à un « climat maritime », correspondant au Pays de Caux, frais, humide et pluvieux, légèrement plus frais que dans le Cotentin.
Pour la période 1971-2000, la température annuelle moyenne est de 10,5 °C, avec une amplitude thermique annuelle de 12,7 °C. Le cumul annuel moyen de précipitations est de 922 mm, avec 12,6 jours de précipitations en janvier et 8,7 jours en juillet. Pour la période 1991-2020, la température moyenne annuelle observée sur la station météorologique la plus proche, située sur la commune de Dieppe à 5 km à vol d'oiseau, est de 11,3 °C et le cumul annuel moyen de précipitations est de 805,2 mm,. Pour l'avenir, les paramètres climatiques de la commune estimés pour 2050 selon différents scénarios d'émission de gaz à effet de serre sont consultables sur un site dédié publié par Météo-France en novembre 2022.

## Urbanisme

### Typologie
Au 1er janvier 2024, Grèges est catégorisée commune rurale à habitat dispersé, selon la nouvelle grille communale de densité à sept niveaux définie par l'Insee en 2022.
Elle est située hors unité urbaine. Par ailleurs la commune fait partie de l'aire d'attraction de Dieppe, dont elle est une commune de la couronne,. Cette aire, qui regroupe 62 communes, est catégorisée dans les aires de 50 000 à moins de 200 000 habitants,.

### Occupation des sols

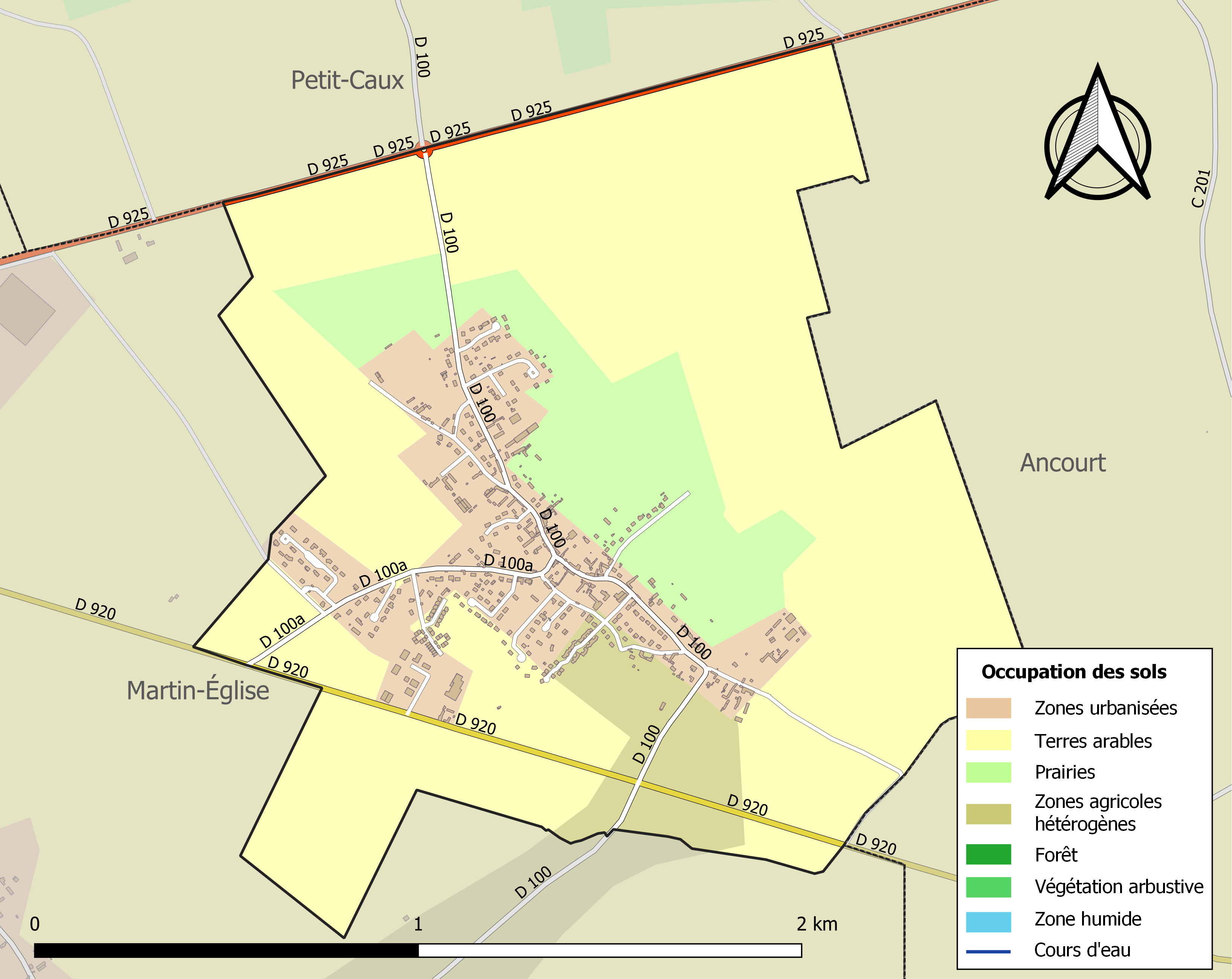
Carte des infrastructures et de l'occupation des sols de la commune en 2018 (CLC).

L'occupation des sols de la commune, telle qu'elle ressort de la base de données européenne d’occupation biophysique des sols Corine Land Cover (CLC), est marquée par l'importance des territoires agricoles (84,9 % en 2018), en diminution par rapport à 1990 (89 %).
La répartition détaillée en 2018 est la suivante : terres arables (66 %), zones urbanisées (15,1 %), prairies (13,3 %), zones agricoles hétérogènes (5,6 %).
L'évolution de l’occupation des sols de la commune et de ses infrastructures peut être observée sur les différentes représentations cartographiques du territoire : la carte de Cassini (XVIIIe siècle), la carte d'état-major (1820-1866) et les cartes ou photos aériennes de l'IGN pour la période actuelle (1950 à aujourd'hui).

### Habitat et logement
En 2021, le nombre total de logements dans la commune était de 375, alors qu'il était de 331 en 2016 et de 315 en 2011.
Parmi ces logements, 94,4 % étaient des résidences principales, 0,8 % des résidences secondaires et 4,8 % des logements vacants. Ces logements étaient pour 96 % d'entre eux des maisons individuelles et pour 3,5 % des appartements.
Le tableau ci-dessous présente la typologie des logements à Grèges en 2021 en comparaison avec celle de la Seine-Maritime et de la France entière. Une caractéristique marquante du parc de logements est ainsi la faible proportion des résidences secondaires et logements occasionnels (0,8 %) par rapport au département (4,1 %) et à la France entière (9,7 %).
| Typologie                                               | Grèges | Seine-Maritime | France entière |
| ------------------------------------------------------- | ------ | -------------- | -------------- |
| Résidences principales (en %)                           | 94,4   | 88             | 82,2           |
| Résidences secondaires et logements occasionnels (en %) | 0,8    | 4,1            | 9,7            |
| Logements vacants (en %)                                | 4,8    | 7,9            | 8,1            |

## Toponymie
Le nom de la localité est attesté sous les formes Gressus vers 840; Gressum cum adjacentiis suis en 875; de Gregeis en 1274; Greges au XIIIe siècle (Archives de Seine-Maritime G 2094, f. 33 v. et p. 7); Ecclesia de Greges vers 1240; Ecclesie de Gragiis en 1276; ecclesia Marie Magdalene de Gregis en 1295; Groyges en 1337 (Archives de Seine-Maritime G 3805); Ecclesia sainte marie Magdalene de Greges en 1504, 1650 et en 1786 (Archives de Seine-Maritime G. Chap. et G 3342); Greges en 1337; Greiges en 1431 (Longnon); fief de Greges en 1408 et en 1563; A Greges en 1634, 1726, 1746 et en 1756 (Archives de Seine-Maritime II B 387, 388); Grèges en 1953.
Selon François de Beaurepaire, l'origine du toponyme est inconnue. Quant à Ernest Nègre, il penche pour l'emploi absolu du mot d'oïl grege « hostile », devenu nom de personne, puis nom de lieu au pluriel, ce qui implique le rejet des formes du IXe siècle, il ne cite en effet que les formes données par François de Beaurepaire Greges au XIIIe siècle et Groyges en 1337, cette dernière étant de type picard.

## Politique et administration

### Rattachements administratifs et électoraux

#### Rattachements administratifs
La commune se trouve dans l'arrondissement de Dieppe du département de la Seine-Maritime.
Elle faisait partie de 1801 à 1868 du canton d'Offranville, année où elle est rattachée au canton de Dieppe. En 1982, celui-ci est scindé et la commune est intégrée au canton de Dieppe-Est. Dans le cadre du redécoupage cantonal de 2014 en France, cette circonscription administrative territoriale a disparu, et le canton n'est plus qu'une circonscription électorale.

#### Rattachements électoraux
Pour les élections départementales, la commune fait partie depuis 2014 du canton de Dieppe-2.
Pour l'élection des députés, elle fait partie de la sixième circonscription de la Seine-Maritime.

### Intercommunalité
Grèges est membre de la communauté d'agglomération de la Région Dieppoise, un établissement public de coopération intercommunale (EPCI) à fiscalité propre créé en 2003 et auquel la commune a transféré un certain nombre de ses compétences, dans les conditions déterminées par le code général des collectivités territoriales.

### Liste des maires
| Période       | Période                        | Identité                            | Étiquette | Qualité |
| ------------- | ------------------------------ | ----------------------------------- | --------- | --- |
| 1796          | 1835                           | Jacques André Dominique d'Anjou     |           | |
| 1835          | 1840                           | Jean-Baptiste Victor Bellengreville |           | |
| 1840          | 1847                           | Armand Jules Casimir Leprince       |           | |
| 1847          | 1865                           | Antoine Eustache Danne              |           | |
| 1865          | 1870                           | Victor Bruneval                     |           | |
| 1870          | 1870                           | Henri d'Anjou                       |           | |
| 1870          | 1875                           | Louis Gruette                       |           | |
| 1875          | 1876                           | Hippolyte d'Anjou                   |           | |
| 1876          | 1876                           | Victor Bruneval                     |           | |
| 1876          | 1880                           | Henri d'Anjou                       |           | |
| 1880          | 1892                           | Maximilien Bagriot                  |           | |
| 1892          | 1893                           | Ambroise Castelot                   |           | |
| 1893          | 1898                           | Maximilien Bagriot                  |           | |
| 1898          | 1899                           | Achille Petit                       |           | |
| 1899          | 1910                           | Onésine Leclerc                     |           | |
| 1910          | 1944                           | Ernest Dumont                       |           | |
| 1944          | 1953                           | Alexandre Pollet                    |           | |
| 1953          | 1977                           | Henri Vitcoq                        |           | |
| 1977          | 1981                           | Norbert Diaz                        |           | Secrétaire de mairie Démissionnaire |
| 1981          | décembre 2022                  | Daniel Lefèvre,                     | UMP       | Conseiller général de Dieppe-Est (1985 → 2004) Vice-président du conseil général de la Seine-Maritime (1991 → ? ) Vice-président de CA de la Région Dieppoise (2003 → ) Démissionnaire |
| décembre 2022 | En cours (au 11 décembre 2023) | Bertrand Arent                      |           | Ingénieur ou cadre technique d'entreprise |

## Équipements et services publics

### Enseignement
La commune dispose d'une école qui, à la rentrée 2024/2025, scolarise  58 élèves.

## Population et société

### Démographie
L'évolution du nombre d'habitants est connue à travers les recensements de la population effectués dans la commune depuis 1793. Pour les communes de moins de 10 000 habitants, une enquête de recensement portant sur toute la population est réalisée tous les cinq ans, les populations de référence des années intermédiaires étant quant à elles estimées par interpolation ou extrapolation. Pour la commune, le premier recensement exhaustif entrant dans le cadre du nouveau dispositif a été réalisé en 2005.

En 2022, la commune comptait 840 habitants, en évolution de +0,24 % par rapport à 2016 (Seine-Maritime : +0,35 %, France hors Mayotte : +2,11 %).
| 1793 | 1800 | 1806 | 1821 | 1831 | 1836 | 1841 | 1846 | 1851 |
| ---- | ---- | ---- | ---- | ---- | ---- | ---- | ---- | ---- |
| 257  | 262  | 287  | 294  | 313  | 276  | 302  | 301  | 323  |

| 1856 | 1861 | 1866 | 1872 | 1876 | 1881 | 1886 | 1891 | 1896 |
| ---- | ---- | ---- | ---- | ---- | ---- | ---- | ---- | ---- |
| 303  | 306  | 286  | 273  | 276  | 251  | 263  | 281  | 266  |

| 1901 | 1906 | 1911 | 1921 | 1926 | 1931 | 1936 | 1946 | 1954 |
| ---- | ---- | ---- | ---- | ---- | ---- | ---- | ---- | ---- |
| 268  | 265  | 260  | 226  | 234  | 251  | 278  | 279  | 312  |

| 1962 | 1968 | 1975 | 1982 | 1990 | 1999 | 2005 | 2006 | 2010 |
| ---- | ---- | ---- | ---- | ---- | ---- | ---- | ---- | ---- |
| 323  | 333  | 383  | 594  | 761  | 742  | 790  | 778  | 801  |

| 2015 | 2020 | 2022 | - | - | - | - | - | - |
| ---- | ---- | ---- | - | - | - | - | - | - |
| 797  | 852  | 840  | - | - | - | - | - | - |

## Culture locale et patrimoine

### Lieux et monuments
- Église Sainte-Madeleine.

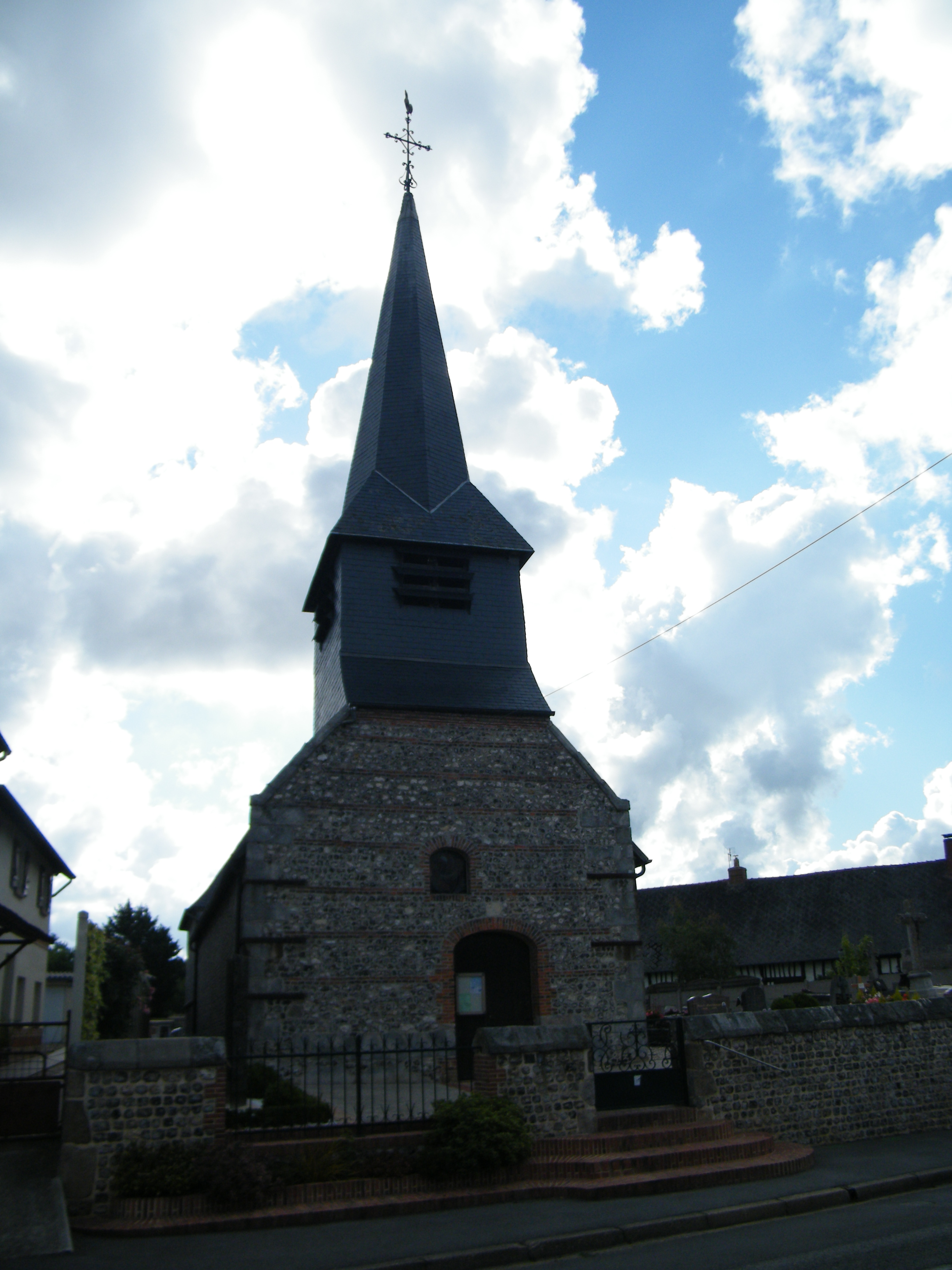
Le clocher de l'église...
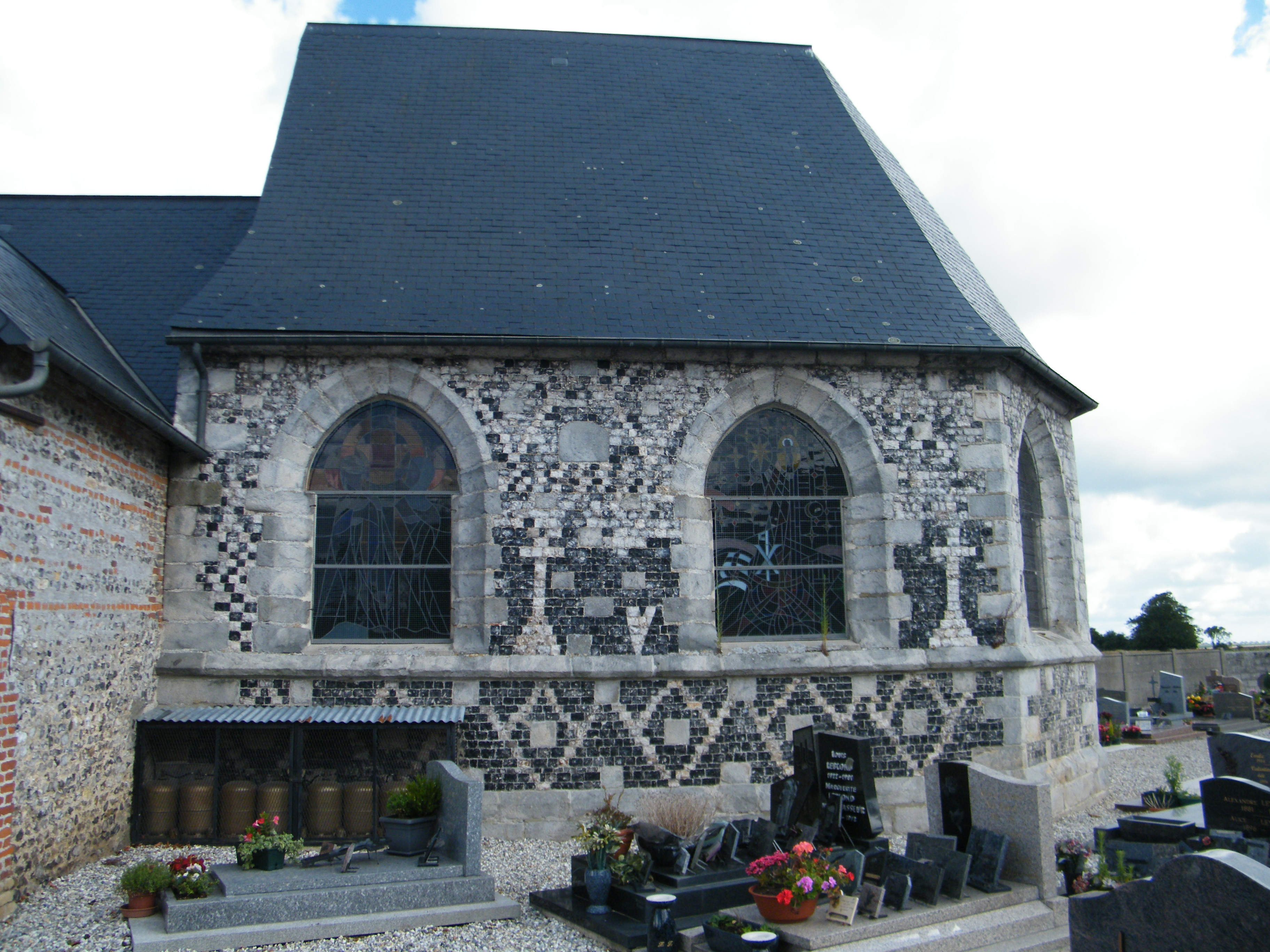
... et son chœur.
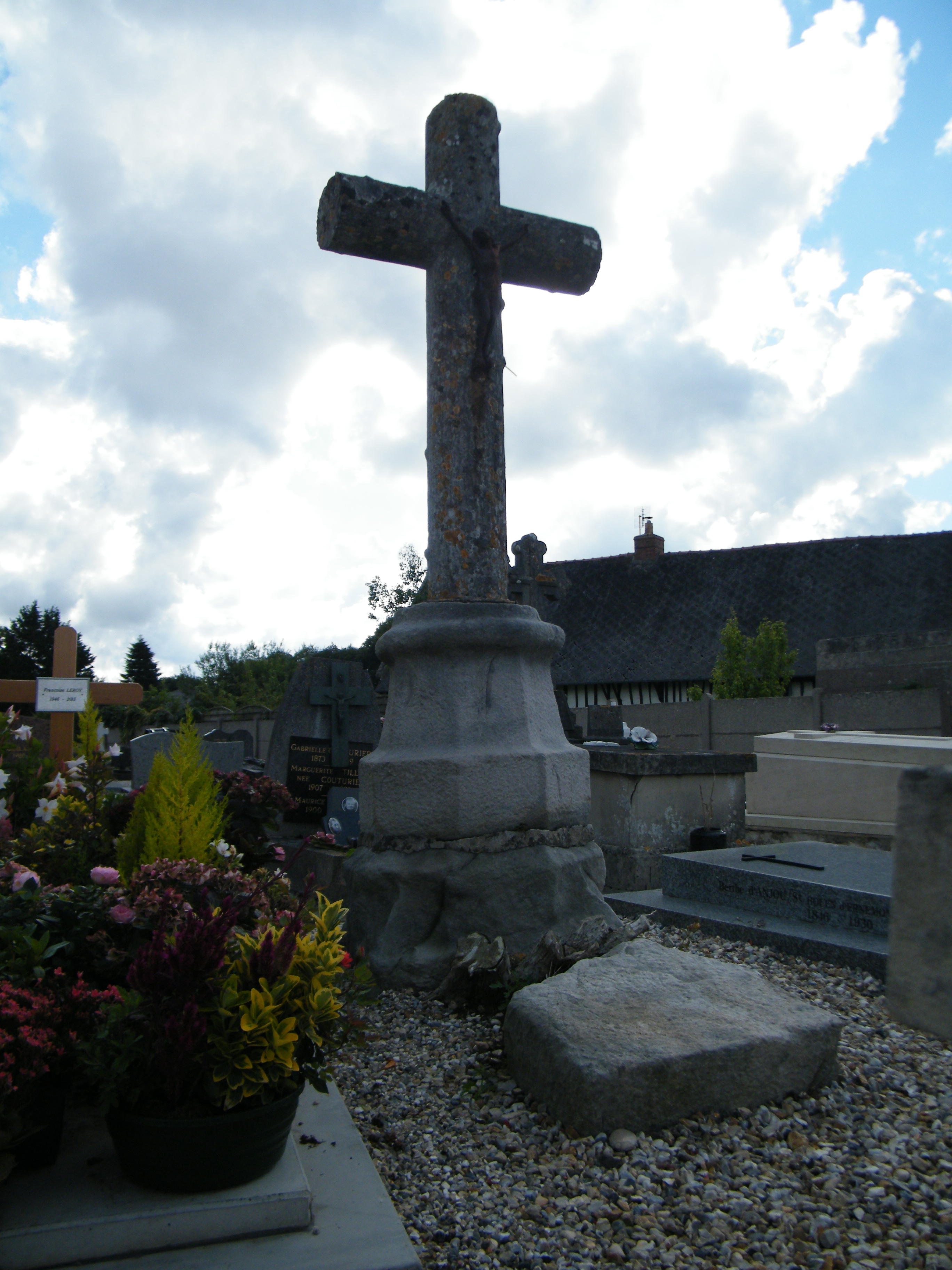
Calvaire du cimetière.
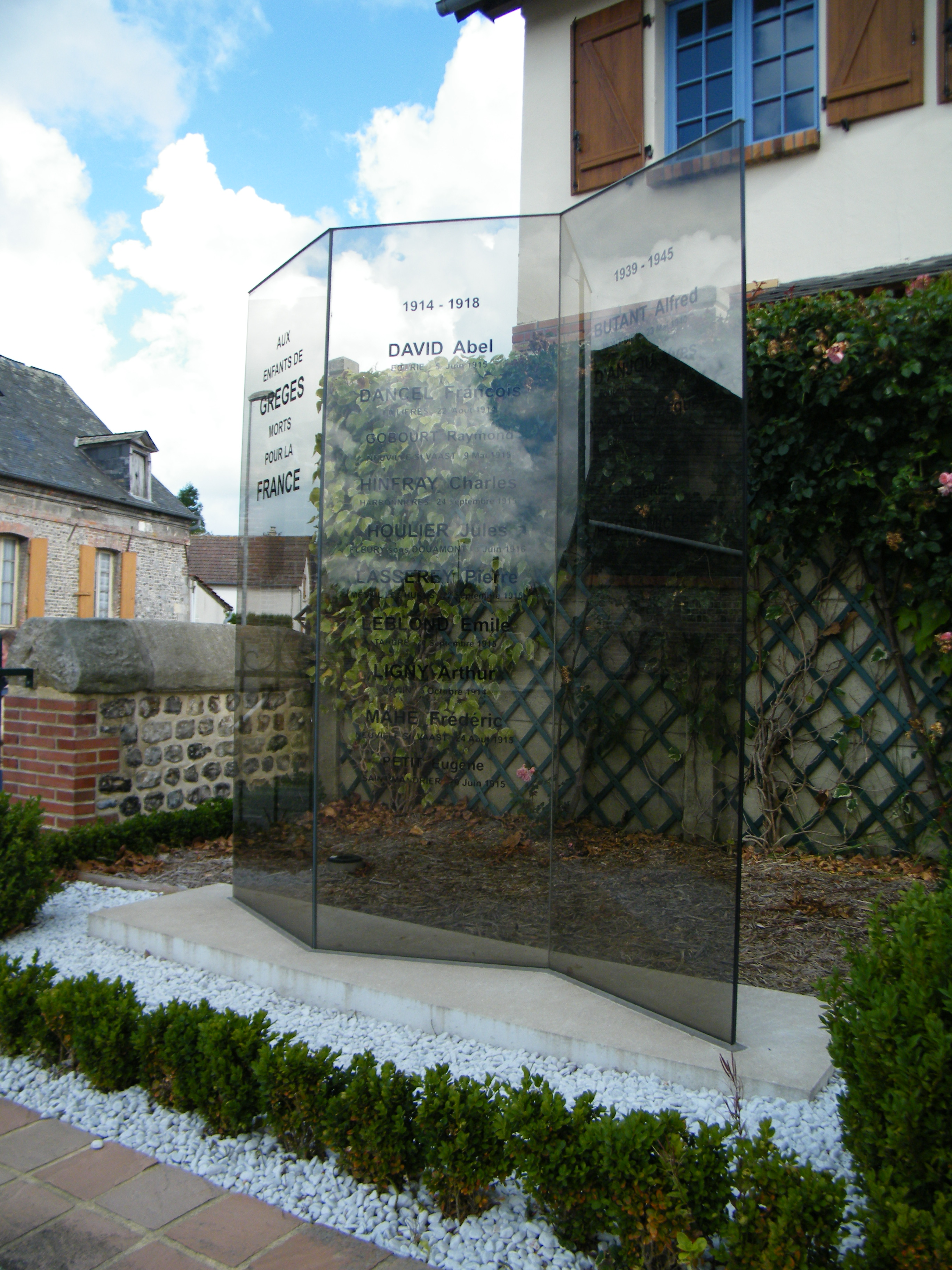
Monument aux morts transparent.

### Héraldique
| Blason de Grèges | Blason  | Parti de gueules et de sinople au bâton écoté d’argent, brochant sur la partition mouvant du chef et le la pointe, accosté de quatre fleurs de lys d’or. |
| Blason de Grèges | Détails | Le statut officiel du blason reste à déterminer. |

## Pour approfondir